# Tổ hợp trường giáo dục đặc biệt Maria Konopnicka
Tổ hợp trường giáo dục đặc biệt Maria Konopnicka ở thành phố Pabianice, Ba Lan là một trong những trường giáo dục đặc biệt lâu đời nhất ở Ba Lan. Được đặt theo tên Maria Konopnicka, trường được thành lập vào khoảng năm 1922 bởi những giáo viên đã từng đi đầu trong giảng dạy giáo dục đặc biệt ở Ba Lan. Nhiều người có bằng cấp của Viện Giáo dục Đặc biệt Quốc gia (Państwowy Instytut Pedagogiki Specjalnej được thành lập năm 1922 bởi Maria Grzegorzewska). Năm 1972, trường được trao giải thưởng Giáo dục Quốc gia Ba Lan (Komisja Edukacji Narodowej) vì sự xuất sắc trong giảng dạy và giáo dục. Trường tổ chức một môn olympic đặc biệt và tham gia vào các cuộc thi và các chương trình ngoại khóa và chương trình hội nhập khác. Hiện nay có các lớp học nghề ngoài trường tiểu học.

## Lịch sử
- Ngày 1 tháng 9 năm 1922 - Trẻ em khuyết tật được nhận vào trường tiểu học trên đường St. Rocha 17 ở thành phố Pabianice.
- Ngày 13 tháng 2 năm 1927 - Lớp học ban đầu được chuyển đổi thành trường tiểu học giáo dục đặc biệt.
- 1939 Ném1945 - Trong thời kỳ phát xít Đức, ngôi trường bị quân đội Đức Quốc xã chiếm đóng và được sử dụng làm trường học cho trẻ em Đức.
- Tháng 4/1945 - Trường được tái lập trong một tòa nhà vẫn còn hoang tàn.
- 1971 19711972 - Kỷ niệm 50 năm.
- Năm 1972 - Trường được trao Giải thưởng Giáo dục Quốc gia (huy chương Komisji Edukacji Narodowej) vì sự xuất sắc trong giảng dạy và giáo dục đặc biệt.
- 1998101999 - Trường tổ chức Thế vận hội thể thao hạt VI (VI Dziecięca Wojewódzka Olimpiada Sportowa), bao gồm chương trình hội nhập.

## Hướng đạo
Bắt đầu từ năm 1951, Hướng đạo được thành lập. Năm 1955 Scouts xuất bản trên tạp chí thanh niên hàng đầu thời kỳ đó ở Ba Lan, ấn phẩm Świat Młodych.

## Giáo viên xuất sắc
Hiệu trưởng trường đầu tiên của trường là Feliks Papieski. Ông là một trong những người tiên phong đầu tiên của giáo dục đặc biệt ở Ba Lan.